# Chiton aorangi
Chiton aorangi är en blötdjursart som beskrevs av Creese och O'Neill 1987. Chiton aorangi ingår i släktet Chiton och familjen Chitonidae. Inga underarter finns listade i Catalogue of Life.